# Call the Man
Call the Man è una canzone della cantante canadese Céline Dion, registrata per il suo quarto album in inglese, Falling into You (1996), uscito come quinto ed ultimo singolo in Europa nel giugno 1997. Il brano è stato scritto da Andy Hill e Peter Sinfield, autori che in passato scrissero per la Dion il successo del 1994, Think Twice. La produzione di Call the Man è stata curata da Jim Steinman, autore e produttore del brano It's All Coming Back to Me, Steve Rinkoff e Jeff Bova.

## Contenuti e pubblicazioni
Il brano fu pubblicato come ultimo singolo promozionale in Europa nel giugno 1997, periodo in cui la Dion stava attuando la seconda tappa europea del suo Falling into You: Around the World. Il CD singolo oltre a Call the Man includeva come seconda traccia il Medley Starmania, un medley di quattro canzoni appartenenti al musical Starmania, scritto da Luc Plamondon e Michel Berger, interpretato da Cèline nelle date francesi della sua tournée mondiale The Colour of My Love Tour tenutasi tra il 1994 e il 1995. Il Medley Starmania fu registrato durante i concerti del 28 e 29 novembre 1994 al teatro Olympia di Parigi e fu pubblicato nell'album live À l'Olympia del 1994.
Altri edizioni del singolo comprendevano tracce provenienti da altri album della cantante canadese, come If We Could Start Over di Unison o Refuse to Dance dell'album del 1993, The Colour of My Love.
Per la promozione del singolo fu realizzato un videoclip musicale tratto dall'home video Celine Dion ...Live in Memphis.
Nel 2008, Call the Man fu incluso nella versione europea di My Love: Ultimate Essential Collection.

## Successo commerciale e riconoscimenti
Call the Man ottenne un discreto successo commerciale raggiungendo la top ten in Irlanda (settima posizione), in Islanda (ottava posizione) e nei Paesi Bassi (quinta posizione). Nel Regno Unito il singolo si posizionò alla numero undici, vendendo in totale oltre 80 000 copie. Nel resto d'Europa Call the Man raggiunse delle posizioni dalla top 30 in giù.
Il 17 aprile 1997 Céline eseguì il brano con un coro gospel di 30 voci durante la cerimonia di premiazione dei World Music Awards. In quella occasione la Dion fu premiata come Cantante canadese più venduto al mondo, Cantante più venduto al mondo nel suo complesso e Artista Pop dell'anno più venduto al mondo, grazie alla vendita di oltre 25 milioni di copie di Falling into You.

## Formati e tracce
CD Singolo Promo (Europa; Regno Unito) (Columbia: SAMPCS 4277; Epic: XPCD 2168)
1. Call the Man (Edit) – 4:15 (testo: Peter Sinfield – musica: Andy Hill)

CD Singolo (Europa) (Columbia: S664504 1)
1. Call the Man (Edit) – 4:15 (testo: Sinfield – musica: Hill)
2. Medley Starmania (Live) – 6:33

CD Maxi Singolo (Europa; Sudafrica) (Columbia: S664504 1; Columbia: CDSIN 188 I)
1. Call the Man (Edit) – 4:15 (testo: Sinfield – musica: Hill)
2. Medley Starmania (Live) – 6:33
3. If We Could Start Over – 4:23 (Stan Meissner)
4. Refuse to Dance – 4:22 (Charlie Dore, Danny Schogger)

CD Singolo (Regno Unito) (Epic: 664692 5)
1. Call the Man (Album Version) – 6:08 (testo: Sinfield – musica: Hill)
2. A Little Bit Of Love – 4:26 (Claude Gaudette, Andy Scott)
3. Did You Give Enough Love – 4:20 (Seth Swirsky, Arnie Roman)
4. Because You Loved Me (Live) – 4:49 (Diane Warren)

CD Singolo (Europa) (Columbia: S664504 1)
1. Call the Man (Radio Edit) – 4:22 (testo: Sinfield – musica: Hill)
2. Medley Starmania (Live at the Olympia, Paris) – 6:33
3. If We Could Start Over – 4:21 (Stan Meissner)
4. Refuse to Dance – 4:20 (Charlie Dore, Danny Schogger)

MC Singolo (Regno Unito) (Epic: 664692 4)
1. Call the Man (Radio Edit) – 4:22 (testo: Sinfield – musica: Hill)
2. Medley Starmania (Live at the Olympia, Paris) – 6:33
3. Because You Loved Me (Theme from "Up Close and Personal" (Live)) – 4:49 (Warren)

## Classifiche

### Classifiche settimanali
| Classifica (1997)                                      | Posizione massima raggiunta |
| ------------------------------------------------------ | --------------------------- |
| Belgio Fiandre (Ultratop 50)                           | 45                          |
| Belgio Vallonia (Ultratop 50)                          | 26                          |
| Europe (Eurochart Hot 100 Singles)                     | 68                          |
| Irlanda (IRMA)                                         | 8                           |
| Islanda (Íslenski Listinn Topp 40)                     | 7                           |
| Paesi Bassi (Dutch Top 40 - Tipparade)                 | 5                           |
| Paesi Bassi (Single Top 100)                           | 69                          |
| Regno Unito (Official Singles Chart Top 100)           | 11                          |
| Scozia (Official Scottish Singles Sales Chart Top 100) | 14                          |

### Classifiche di fine anno
| Classifica (1997)                                   | Posizione |
| --------------------------------------------------- | --------- |
| Regno Unito (Official Single Charts Top 200 - 1997) | 194       |

## Crediti e personale
Registrazione
- Registrato a The Hit Factory di New York (NY)

Personale
- Musica di - Andy Hill
- Produttore - Jim Steinman
- Produttore aggiuntivo - Jeff Bova, Steven Rinkoff
- Produttore esecutivo - John Doelp, Vito Luprano
- Registrato da - Steven Rinkoff
- Testi di - Peter Sinfield

## Cronologia di rilascio
| Paese       | Data | Formato           |
| ----------- | ---- | ----------------- |
| Europa      | 1997 | CD                |
| Regno Unito | 1997 | CD • Musicassetta |
| Sudafrica   | 1997 | CD                |